# Ivan Valentovič
Ivan Valentovič (ur. 15 kwietnia 1954 w Trnawie) – słowacki lekarz, w latach 2006–2008 minister zdrowia w rządzie Roberta Ficy.
Ukończył studia na wydziale medycznym Uniwersytetu w Bratysławie. Uzyskał specjalizacje w zakresie chorób wewnętrznych, fizjoterapii, rehabilitacji, balneologii, medycyny społecznej i organizacji ochrony zdrowia, odbył także kurs Światowej Organizacji Zdrowia w zakresie zarządzania w służbie zdrowia. Pracował w klinice medycyny sportu Szpitala Uniwersyteckiego w Bratysławie, potem od 1986 w ministerstwie zdrowia. Następnie w latach 1992–1994 był zastępcą dyrektora państwowego zakładu ubezpieczeń zdrowotnych (Národná poisťovňa), a od 1994 pracował na kierowniczych stanowiskach w różnych instytucjach ubezpieczeniowych.
Po wyborach parlamentarnych w 2006 został mianowany przez Roberta Fico ministrem zdrowia. Funkcję tę pełnił do 3 czerwca 2008, kiedy to złożył dymisję z powodów osobistych. Został zastąpiony przez Richarda Raši.